# 贝勒维涅昂莱永
贝勒维涅昂莱永（法語：Bellevigne-en-Layon，法語發音：[bɛlviɲ ɑ̃ lɛjɔ̃] ⓘ）是法国曼恩-卢瓦尔省的一个市镇，位于该省中部偏南，属于昂热区。

## 地名
"贝勒维涅“（Bellevigne）意为“美丽的葡萄园”，“莱永”（Layon）得名于流经的莱永河。

## 历史
贝勒维涅昂莱永于2015年11月2日通过批准，于2016年1月1日起成立，由以下5个市镇合并而成：
- 莱永河畔尚（Champ-sur-Layon）
- 法沃赖-马谢勒（Faveraye-Mâchelles）
- 费当茹（Faye-d'Anjou）
- 莱永河畔拉布莱（Rablay-sur-Layon）
- 图阿尔塞（Thouarcé）

其中政府驻地为图阿尔塞。

## 地理
贝勒维涅昂莱永（47°16'4"N, 0°29'55"W）面积94.37 平方千米，位于法国卢瓦尔河地区大区曼恩-卢瓦尔省，该省份为法国西部内陆省份，大致对应安茹地区，北起顺时针与马耶讷省、萨尔特省、安德尔-卢瓦尔省、维埃纳省、德塞夫勒省、旺代省、大西洋卢瓦尔省和伊勒-维莱讷省接壤。
与贝勒维涅昂莱永接壤的市镇（或旧市镇、城区）包括：卢埃河畔莫泽、欧邦斯河畔苏莱讷、布里萨克-卢瓦尔-欧邦斯、泰朗茹、莱永河畔欧比涅、蒙蒂耶、安茹地区舍米耶、莱永河畔博略。
贝勒维涅昂莱永的时区为UTC+01:00、UTC+02:00（夏令时）。

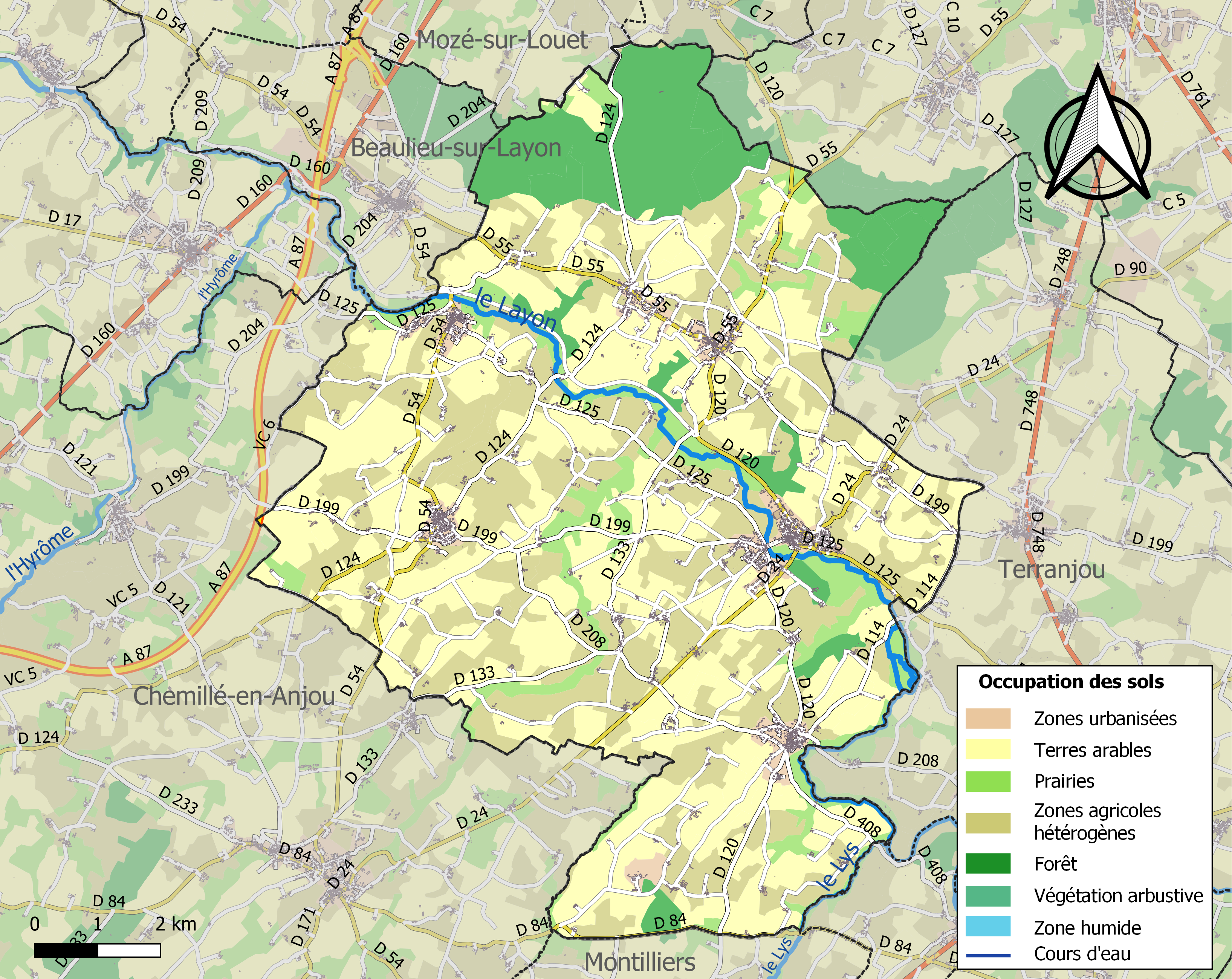
贝勒维涅昂莱永的OSM定位图

## 行政
贝勒维涅昂莱永的邮政编码为49380、49750，INSEE市镇编码为49345。

## 政治
贝勒维涅昂莱永所属的省级选区为安茹地区舍米耶县。

## 人口
贝勒维涅昂莱永于2022年1月1日时的人口数量为5874人。